# Рубанов, Фёдор Фёдорович
Фёдор Фёдорович Рубанов (укр. Федір Федорович Рубанов; род. 14 марта 1971, Севастополь) — украинский политик. Временно исполняющий обязанности Председателя Севастопольской городской государственной администрации (2014). Член Партии регионов.

## Биография
Родился 14 марта 1971 года в Севастополе.
Окончил факультет эксплуатации электрооборудования и автоматики судов Севастопольского государственного технического университета, получив квалификацию «инженер-электромеханик» (1996).
Начал трудовую деятельность в качестве электромеханика в военной части № 72044. С 1996 по 2008 год работал на различных должностях на Балаклавском судоремонтном заводе «Металлист», связанном с Министерством обороны Украины. Затем, в течение трёх лет являлся директором данного завода.
Являлся депутатом Балаклавского районного совета IV и V созывов. 1 сентября 2011 года назначен председателем Балаклавской районной государственной администрации. На парламентских выборах 2012 года баллотировался по спискам Партии регионов под № 205, однако в Верховную раду не прошёл.
В мае 2013 года, после отставки Сергея Савенкова, назначен первым заместителем Севастопольской городской государственной администрации, которой руководил Владимир Яцуба.
Являлся главой севастопольского отделения Партии регионов.
24 февраля 2014 года председатель СГГА Владимир Яцуба подал в отставку и Рубанов стал исполняющим председателя СГГА. В этот же день, по словам местных политиков Михаила Чалого и Владимира Тюнина, Рубанов стал инициатором ареста «народного мэра» Севастополя Алексея Чалого из-за захвата власти в городе. В этот же день, после переговоров с горожанами Рубанов пообещал передать дела Чалому. 26 февраля у здания СГГА собрался митинг, целью которого являлось воспрепятствовать приходу Рубанова на рабочее место. На рабочее место Фёдору Рубанову удалось попасть на следующий день в сопровождении начальника генштаба Министерства обороны Украины адмирала Юрия Ильина. 4 марта новым и. о. главы городской администрации был назначен Дмитрий Белик.
Перед референдумом о статусе Крыма 16 марта 2014 года Рубанов заявил о том, что в случае аннексии Крыма Россией севастопольская ячейка Партии регионов преобразуется в общественное объединение «Русский Севастополь».

## Личная жизнь
Женат, имеет дочь.